# Udo Schmuck
Udo Schmuck (ur. 29 października 1952 we Frankenthalu) – niemiecki piłkarz występujący na pozycji obrońcy, reprezentant NRD, trener piłkarski.

## Życiorys
W wieku 15 lat wstąpił do szkoły sportowej w Dreźnie i został juniorem Lokomotive Drezno. Dwa lata później wskutek centralizacji futbolu w rejonie Drezna jako wyróżniający się zawodnik przeszedł do Dynama. W 1972 roku został wcielony do pierwszej drużyny. W Oberlidze zadebiutował 4 marca w wygranym 6:1 spotkaniu z Chemie Halle. W Dynamie występował przez całą piłkarską karierę, rozgrywając 236 meczów ligowych i zdobywając 33 gole. Czterokrotnie (1973, 1976, 1977, 1978) zdobył z Dynamem mistrzostwo kraju, także czterokrotnie (1977, 1982, 1984, 1985) zdobył Puchar NRD. W 1985 roku zakończył karierę piłkarską.
42 razy wystąpił w reprezentacji NRD U-21. W 1980 zdobył z tą kadrą wicemistrzostwo Europy. W seniorskiej reprezentacji zadebiutował 27 października 1976 w wygranym 4:0 towarzyskim spotkaniu z Bułgarią. W reprezentacji wystąpił w siedmiu meczach, zdobył także bramkę w zremisowanym 2:2 towarzyskim meczu z Rumunią.
Po zakończeniu kariery zawodniczej był trenerem m.in. w takich klubach, jak BSG Sachsenring Zwickau, Dynamo Drezno czy TSG Meißen.
Jest żonaty z Evelin Kaufer.

## Statystyki ligowe
| Sezon     | Klub          | Liga         | Mecze | Gole |
| --------- | ------------- | ------------ | ----- | ---- |
| 1971/1972 | Dynamo Drezno | DDR-Oberliga | 1     | 0    |
| 1972/1973 | Dynamo Drezno | DDR-Oberliga | 6     | 0    |
| 1973/1974 | Dynamo Drezno | DDR-Oberliga | 19    | 1    |
| 1974/1975 | Dynamo Drezno | DDR-Oberliga | 16    | 1    |
| 1975/1976 | Dynamo Drezno | DDR-Oberliga | 26    | 2    |
| 1976/1977 | Dynamo Drezno | DDR-Oberliga | 22    | 3    |
| 1977/1978 | Dynamo Drezno | DDR-Oberliga | 25    | 2    |
| 1978/1979 | Dynamo Drezno | DDR-Oberliga | 24    | 4    |
| 1979/1980 | Dynamo Drezno | DDR-Oberliga | 23    | 8    |
| 1980/1981 | Dynamo Drezno | DDR-Oberliga | 21    | 5    |
| 1981/1982 | Dynamo Drezno | DDR-Oberliga | 21    | 3    |
| 1982/1983 | Dynamo Drezno | DDR-Oberliga | 6     | 0    |
| 1983/1984 | Dynamo Drezno | DDR-Oberliga | 21    | 3    |
| 1984/1985 | Dynamo Drezno | DDR-Oberliga | 5     | 1    |